# Mussie Ephrem

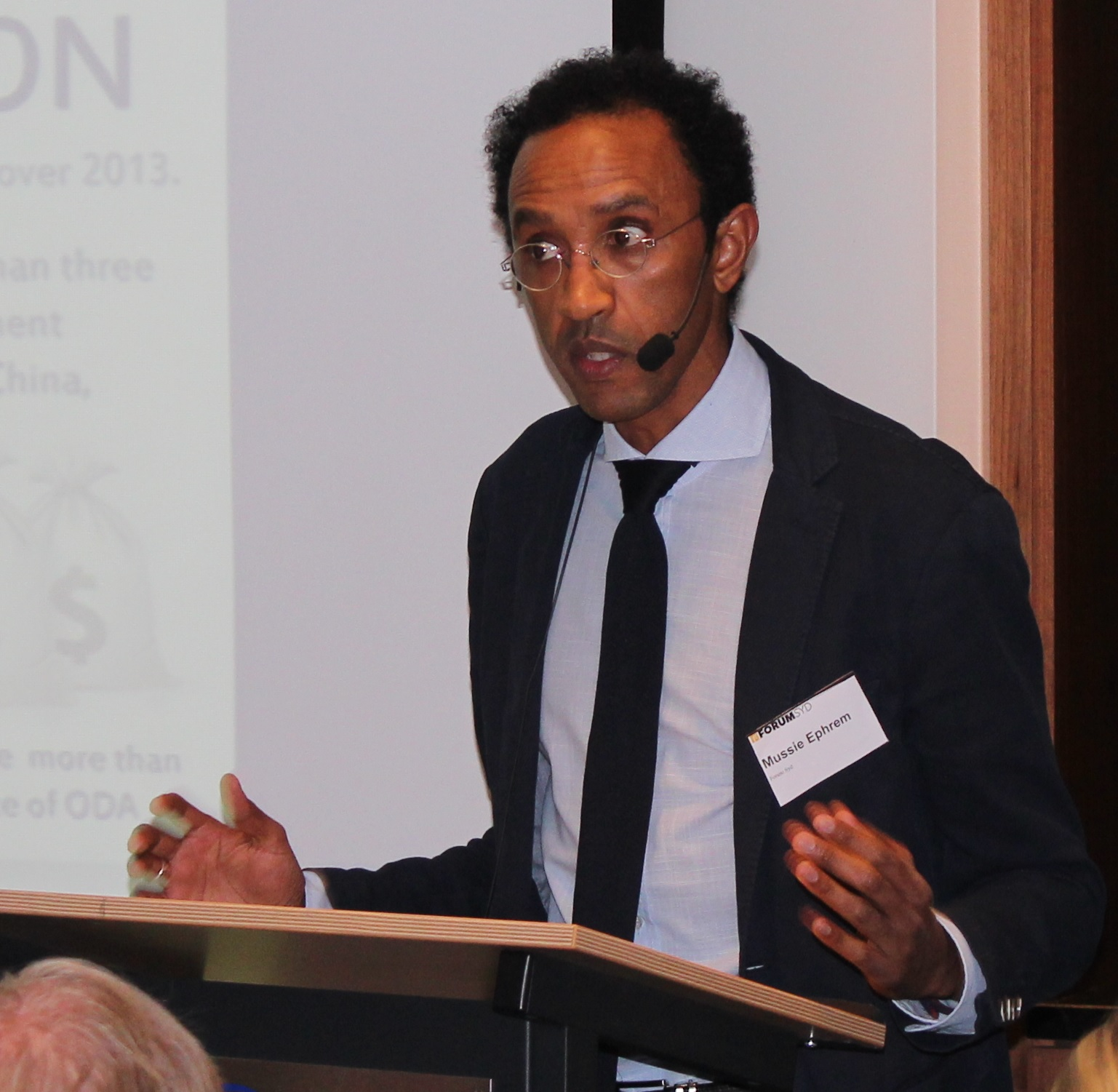
Mussie Ephrem

Mussie Ephrem, född 23 juni 1971 i Asmara, Eritrea, är en svensk före detta politiker. Han blev politiskt engagerad redan som 16-åring, och mellan 2003 och 2010 var han heltidspolitiker för Vänsterpartiet i Örebro kommun. Han har även varit ersättare i både riksdagen och Europaparlamentet. År 2004 valdes han in i partistyrelsen, ett uppdrag han lämnade 2014.
Mussie Ephrem har studerat juridik och politik och har bland annat en magisterexamen i statsvetenskap från Örebro universitet. Utöver sin akademiska bakgrund har han varit verksam som författare och har bland annat skrivit böcker inom sitt expertisområde som "The Ruling" (2004). Boken sammanfattar hans erfarenheter som människorättsaktivist. 	
Medverkan som en av författarna till boken "På väg mot socialism?" (2000) av Klas Corbelius. Ephrem har skrivit kontextanalyser om Somalia och Somaliland från 1991-2014 och är verksam bland annat som östafrika-analytiker. Han är dessutom en flitig debattör i frågor om konstitutionell rätt och medverkar regelbundet i internationella medier. 
Ephrem är den första enskilda person som fått ett afrikanskt land fällt för brott mot mänskliga rättigheter. Han stämde Eritrea inför African Charter on Human and Peoples' Rights som i mars 2004 dömde Eritrea att släppa de elva politiker ur den så kallade 15-gruppen som fängslats i september 2001 och att kompensera dem ekonomiskt för deras lidande. Den unika processen som Mussie Ephrem drev tillsammans med advokaten Liesbeth Zegveld har flera forskare och jurister uppmärksammat, bland i boken “The African Charter on Human and Peoples' Rights” av Malcolm Evans och Rachel Murray samt “The reply of the Eritrean government to ACHPR’s landmark ruling on Eritrea: A critical appraisal 2006 Journal for Juridical Science 31(2): 26-56 Daniel Mekonnen.